# Elecciones a la Asamblea Constituyente de Ecuador de 1835
Las elecciones para diputados constituyentes de 1835 determinaron quienes conformarían la Asamblea Constituyente de Ecuador de 1835, la cual tenía como objetivo la redacción de un nuevo texto constitucional para el país en reemplazo de la primera Constitución de Ecuador de 1830.
La conformación de una asamblea constituyente fue convocada Vicente Rocafuerte para instaurar un nuevo orden constitucional de corte liberal y más democrática, estableciendo formalmente la República del Ecuador.
Acorde a la normativa de la época, los legisladores eran electos por nominación libre de los electores, sin auspicio partidista o limitaciones por provincia, por lo que en ocasiones un legislador era electo por varias provincias.

## Nómina de Representantes Provinciales
40 diputados provinciales
| Provincia  | Diputados                                            | Diputados                             |
| ---------- | ---------------------------------------------------- | ------------------------------------- |
| Cuenca     | Agustín Leonardo de Andrade y Carrión                | Agustín Leonardo de Andrade y Carrión |
| Cuenca     | Bartolomé Serrano                                    |                                       |
| Cuenca     | Ignacio Torres y Tenorio                             |                                       |
| Cuenca     | Antonio Soler Hidalgo                                |                                       |
| Cuenca     | Manuel María Camacho                                 |                                       |
| Cuenca     | Vicente Falconí                                      |                                       |
| Cuenca     | Carlos Joaquín Monsalve Manzanares                   |                                       |
| Cuenca     | Atanasio Carrión Serrano                             |                                       |
| Cuenca     | José Jerves Abad                                     |                                       |
| Chimborazo | José Larrea Villavicencio                            | José Larrea Villavicencio             |
| Chimborazo | Juan Bernardo León y Cevallos                        |                                       |
| Chimborazo | Antonio Uscategui                                    |                                       |
| Guayaquil  |                                                      | José Joaquín de Olmedo y Maruri       |
| Guayaquil  | Francisco de Paula Fructuoso Antonio Vitores Campe   |                                       |
| Guayaquil  | Juan de Avilés y Valdés                              |                                       |
| Guayaquil  | José María Sáenz de Viteri Abril                     |                                       |
| Guayaquil  | Juan Manuel Benítes Franco                           |                                       |
| Guayaquil  | Juan José Casilari y González                        |                                       |
| Guayaquil  | Ángel Tola y Salcedo                                 |                                       |
| Guayaquil  | Francisco de Marcos y Crespo                         |                                       |
| Guayaquil  | José Antonio Campos Barrón                           |                                       |
| Guayaquil  | José Mascote Aguirre                                 |                                       |
| Imbabura   | Mariano Maldonado León                               | Mariano Maldonado León                |
| Imbabura   | Manuel Zubiría y Pasto                               |                                       |
| Loja       | José María de Jaramillo Arias                        | José María de Jaramillo Arias         |
| Loja       | Mauricio Quiñones y Flores, IV Marqués de Miraflores |                                       |
| Loja       | Guillermo Pareja Arteta                              |                                       |
| Manabí     | José López Molina                                    | José López Molina                     |
| Manabí     | Antonio Macay Ureta                                  |                                       |
| Manabí     | Fernando Márquez de la Plata García-Huidrobo         |                                       |
| Manabí     | Joaquín Medranda Macay                               |                                       |
| Pichincha  |                                                      | Pedro José de Arteta y Calisto        |
| Pichincha  | José María de Salazar Lozano                         |                                       |
| Pichincha  | Ramón de la Barrera Paredes                          |                                       |
| Pichincha  | Manuel Zambrano Monteserrín                          |                                       |
| Pichincha  | Mariano Miño y Valdéz                                |                                       |
| Pichincha  | José Doroteo de Armero García                        |                                       |
| Pichincha  | Francisco Aguirre Mendoza                            |                                       |
| Pichincha  | José María Pareja Arteta                             |                                       |
| Pichincha  | Pablo Vásconez Jijón                                 |                                       |

Fuente: